# Іван Долинський (архітектор)
Іван Віктор Долинський (1852, Львів — 5 квітня 1916, там само) — архітектор.

## Життєпис
Народився в 1852 році у Львові. Протягом 1870—1875 років навчався у цісарсько-королівській Технічній академії у Львові. За державний кошт вивчав декоративний живопис у Віденському промисловому музеї. Пізніше поглиблював знання в Італії та Франції. Працював у приватних технічних конторах. Від 1879 року член Політехнічного товариства у Львові. Належав також до львівського Товариства будівничих. Протягом певного часу — міський архітектор Стрия.
Іван Долинський був онуком художника Луки Долинського. Міг мати родинні зв'язки з етнографом і священником о. Михайлом Зубрицьким. Дружина — Гелена зі Старків. Мешкав на вул. Обозовій, 6.
Діти : В метричних записах знайдено інформацію про народження синів: Ярослава та Генріха (близнята), народилися: 16.12.1881 року, хрещені: 26.12.1881 в Озерянах, Борщівська парафія греко-католицької церкви. Обряд хрещення проводився парохом — Іларіоном Тичинським, з Більче, який, ймовірно, прибув в Озеряни спеціально за проханням батьків немовлят.
Архітектура
- На думку мистецтвознавця Юрія Бірюльова у 1887—1892 роках Долинський міг бути автором проєкту відбудови костелу у Стрию після пожежі 1886 року[6].
- Проєкт гімназії у Бродах. Виконаний спільно з Броніславом Бауером. На конкурсі 1879 року серед одинадцяти проєктів визнаний одним із двох найкращих. Другий належав Адольфові Мінасевичу, який міська рада Бродів на засіданні 28 лютого 1880 року остаточно обрала до реалізації[13]. Існує також версія про будівництво гімназії за проєктом Долинського й Бауера.[14].
- Неоренесансна школа імені Конарського у Львові (1893, співавтор Броніслав Бауер; нині — на вулиці Бандери, 91)[3].
- Низка будівель на Галицькій крайовій виставці 1894 року. Зокрема, два ресторани — один особисто реалізований Долинським за власним проєктом, інший авторства Григорія Пежанського, будинок ощадних кас і Спілки заробкових товариств за власним проєктом, концертна зала (проєкт Францішека Сковрона й Карела Боубліка), павільйон мисливства і лісництва (проєкт Міхала Лужецького)[15].
- Костел блаженного Яна з Дуклі в Держеві у спрощених неоготичних формах. Проєкт від 1895 року реалізований роком пізніше[16].
- Три неоромантичні вілли на вулиці Лемика під № 24, 26, а також власна під № 34 із застосуванням стилізованих елементів карпатського житлового будівництва (усі 1899)[3].
- Перебудова костелу в Долині в неороманських формах (1899)[17].
- Вілла на вулиці Стуса, 3/5 у Львові в стилі пітореск (1900)[18].
- Церква в Болехові (1905).[3]
- Вілла на вулиці Понятовського, 25 у Перемишлі. Збудована 1906 року у стилі сецесії з використанням тинькованих площин та облицювальної цегли[19].
- Подвійна вілла «Під оленем» на вулиці Кубанській 15/17 у Львові (1908)[3].

Нереалізовані проєкти
- Санаторій у Криниці (1884). Конкурсний проект посів III місце[20].
- Конкурсний проєкт будинку Промислового музею у Львові (1890)[3].
- Проєкт будинку Політехнічного товариства у Львові. На конкурсі 1905 року не здобув відзнак[21].
- Проєкт мурованої церкви та дзвіниці. Виконаний безкоштовно 1907 року для села Мшанця Львівської області. У плані мав форму хреста. Водночас просторове вирішення базувалося на давньоруських храмах: три нави зі збільшеною середньою й три апсиди. У фасаді мали поєднуватися давньоруські й романські риси. Присутні також елементи народної архітектури[7].

Живопис
- Декоративні та фігуративні неоренесансні розписи двох зал приміщення Галицького крайового сейму у Львові (1882)[7].
- Розписи склепінь церкви святих Петра і Павла у Львові (1883—1884)[7].